# Nelson Rubens
Nelson Rubens Botega (Guararapes, 5 de outubro de 1947) é um jornalista brasileiro especializado em temas de televisão envolvendo a vida pessoal das celebridades, sendo um dos veteranos do segmento da "fofoca eletrônica".
Filho de Jorge Botega e Antonia Franceschini, ambos filhos de imigrantes italianos, Nelson Rubens nasceu no interior de São Paulo. Já na juventude teve uma oportunidade para trabalhar com jornalismo, tendo tido seu primeiro na Folha de S. Paulo.
Em seguida, começou a falar sobre a televisão e os bastidores, no extinto jornal Última Hora, quando trabalhou em diversas colunas sobre gente.
Em 1981, Nelson trabalhou com Silvio Santos na Rádio Record. O jornalista conversava junto de Silvio sobre a vida dos famosos através do rádio.
Foi jurado do Programa do Chacrinha e do Show de Calouros. Passou pelo Aqui Agora, do SBT, e trabalhou no Note e Anote,, da TV Record, na Rádio Record, Rádio Globo, Rádio América, Rádio Capital e Sucesso FM . Na televisão participou no programa Mulheres da TV Gazeta e no programa A Casa é Sua, com Leonor Corrêa, além de apresentar durante anos o TV Fama, ambos na RedeTV!.
Já foi colunista da extinta revista Amiga, da Bloch Editores, e é jurado do Troféu Imprensa.
É dono dos famosos bordões "Ok, Ok", "Vou destilar o meu veneno". e "Eu aumento, mas não invento".

## TV Fama
Após Paulo Bonfá e Monique Evans deixarem a apresentação do TV Fama, o jornalista Nelson Rubens vem apresentando a mesma atração desde 2001. O programa consiste falar sobre personalidades, celebridades e mais recentemente influenciadores digitais; e é exibido pela RedeTV!. Desde 2001, Nelson fez apresentou o programa com diversas apresentadoras, a primeira sendo Janaína Barbosa entre 2001 e 2002. Ainda em 2002, Luísa Mell começou a apresentar junto de Nelson o programa de celebridades ficando até 2006 para depois se dedicar exclusivamente ao programa Late Show, programa voltado ao mundo animal. Adriana Lessa da sequência do TV Fama ao lado do jornalista. Em 2007 a ex participante do Big Brother Brasil 7 Íris Stefanelli chega para agregar o time de apresentadores. Adriana e Iris são trocadas de função dentro do programa. Lessa continuou até abril de 2010 e Stefaneli passou a fazer reportagens externas . Durante 2010, a jornalista Flávia Noronha que fazia o RedeTV! Esporte passa a fazer dupla com o experiente jornalista apresentando o programa de fofocas que já ia para sua décima primeira temporada.. Durante a Pandemia de COVID-19 em março de 2020, após 19 anos no ar, Nelson Rubens é afastado do TV Fama para prevenir a infecção do coronavírus já que o mesmo faz parte do grupo de risco, mas logo em seguida começa a apresentar o programa via Home office.
No ano de 2021, a Rede TV! promove mais uma mudança envolvendo Nelson Rubens e Flávia Noronha, afastando ambos da apresentação do TV Fama. Em seguida Aline Prado, Julio Rocha e Lígia Mendes assumiram a apresentação do programa. Um mês depois da reformulação Julio pede demissão. Ligia Mendes que tinha vindo do programa Tricotando também ficou pouco tempo no novo formato do TV Fama e também pediu dispensa da RedeTV!; sendo assim somente Alinne continuou apresentando o programa com Nelson, que desempenha atualmente a função de colunista, apresentando o quadro Central da Fofoca. Em junho de 2021, uma nova mudança foi anunciada pela Rede TV!, pois para ocupar o lugar de Julio e Ligia, anunciaram a contratação do casal Marcelo Zangrandi ex-Pânico na Band e Flávia Viana ex-Big Brother Brasil 7 para dar sequência ao TV Fama. O casal se conheceu durante a participação do reality show A Fazenda: Nova Chance  onde Flávia foi a campeã. Nelson Rubens continua com o quadro Central da Fofoca. Em 2022, Nelson volta ao comando do TV Fama.